# Arroyo de la Casa de Piedra
Der Arroyo de la Casa de Piedra ist ein Fluss in Uruguay.
Er entspringt einige Kilometer ostsüdöstlich von La Casilla. Von dort fließt er auf dem Gebiet des Departamentos Flores in überwiegend nordwestliche Richtung und unterquert dabei die Ruta 23. Er mündet nordwestlich von La Casilla als linksseitiger Nebenfluss in den Arroyo del Sauce.